# Caprimulgus rufigena
El chotacabras carirrojo  o chotacabra de mejillas rufas (Caprimulgus rufigena) es una especie de ave caprimulgiforme de la familia Caprimulgidae propia de África

## Hábitat
Es una especie migratoria que habita en el extremo sur de África, en  Nigeria, Camerún, zona sur de Chad y Sudán, en la República del Congo,  República Democrática del Congo y en el oeste de la República Centroafricana. Durante la época de cría, en el verano austral, se le puede encontrar en Angola, Botsuana, Mozambique, Namibia, Zambia, Zimbabue y en la República de Sudáfrica.

Vive en las sabanas abiertas, así como en las sabanas boscosas (miombo), en los bordes de los bosques tropicales y bosques de acacias.

## Descripción
Mide en torno a los 23-24 cm y pesa entre 45 y 66 gr. Su plumaje presenta un acusado dimorfismo sexual entre ambos sexos

## Alimentación
Se alimenta principalmente de insectos que captura en vuelo.

## Taxonomía
Se reconocen dos subespeciesː
- Caprimulgus rufigena rufigena – su área de cría se encuentra en Sudáfrica, Zimbabue y Zambia;
- Caprimulgus rufigena damarensis – su área de cría se halla en Botsuana, Namibia y Angola.